# 頭蓋変形

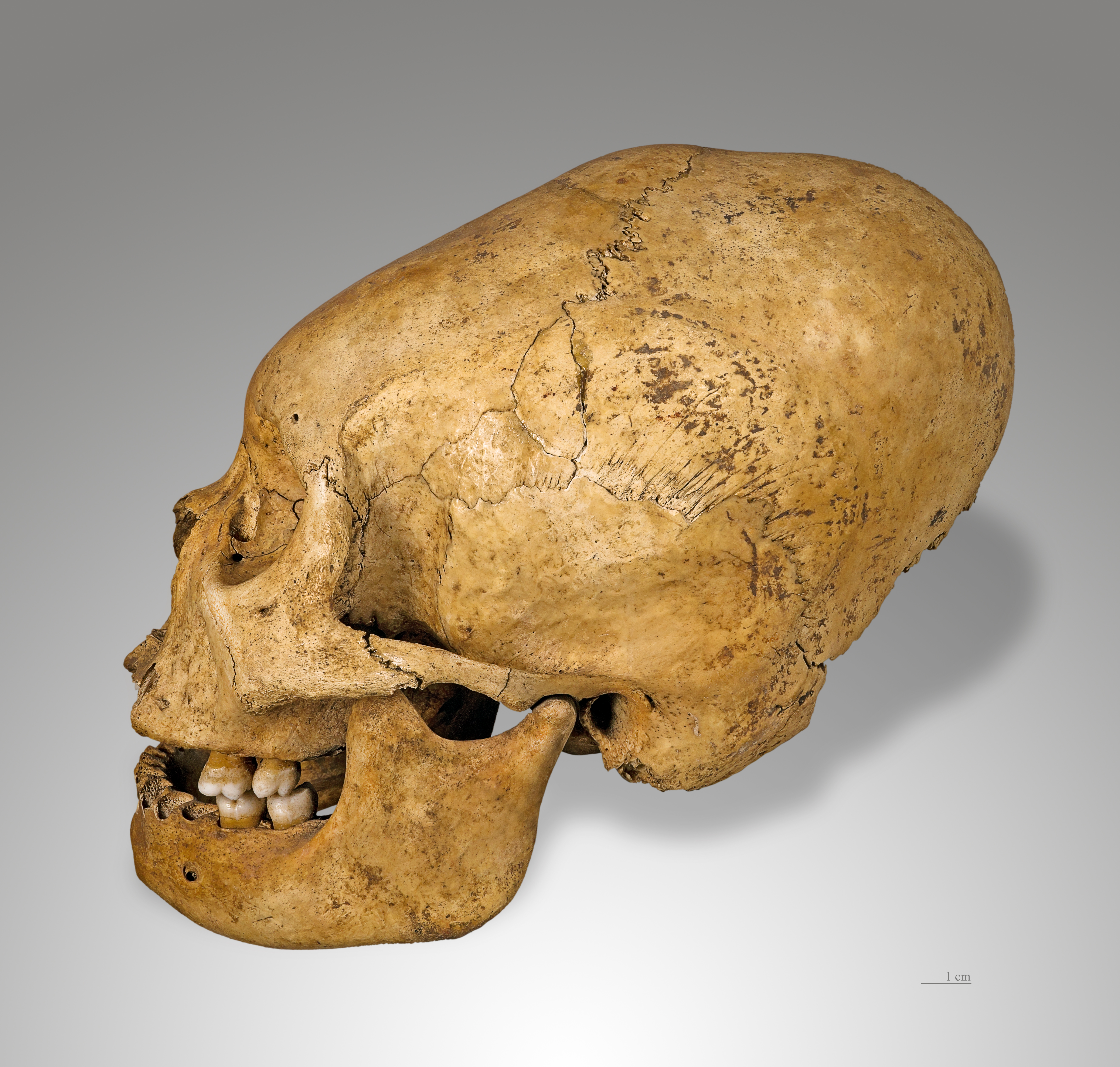
頭蓋変形を受けたインカの頭蓋骨

頭蓋変形（とうがいへんけい、英語：cranial deformation）とは、人為的に、人間の頭の骨（頭蓋）を変形させる身体改造の一種である。

## 概要
新生児から乳児（赤ちゃん）にかけての頭骨は出産の際に幾分変形するが、これは自然に成長の過程で平均的な形に落ち着きながら、一定の形状となる（→頭蓋骨）。これは新生児の頭蓋骨が泉門（ひよめき）など隙間だらけで完全に接合されていない状態であるために起こる変形で、骨の成長に従って互いに組み合わされ、ずれなどが生じない状態になる。
頭蓋変形は、このまだ接合しきっていない頭に圧力を加えながら育て、その変形状態で接合を起こさせ固定することを意味する。ただしこの接合しきっていない時期の新生児や乳幼児の脳は柔軟であるとはいえ、脳や頭が人間の性質上で欠くことのできない精神を司る器官であるため、そこに圧力を加えて変形させることの是非については批判も見られ、また当人の意思とは関わりの無いところで行われる部分もあるため、民族文化か児童虐待かという視点から多くの文明社会では否定的に扱われており、南米の先住民族などの限られた範囲で見られた風習も衰退傾向である（後述）。
なおこういった変形が、脳の機能やその総体的な機能である精神にどのような影響を与えるかに付いては、現存する実例も限られ不明である。

## 変形と文化
変形の形態はさまざまだが、変形を意図したものと、そうではなく幼少期の揺り篭など伝統的な育て方の問題から変形が生じ、やがてそれが民族集団のトレードマークに変化したものなどがあるとされている。ロシアの研究者によると、後者は中央アジアの遊牧民にあてはまるという。
ユーラシア大陸では、古く紀元前2000-1000年ころに中央アジアに見られ、その後、紀元前750-500年ころに再び見られるようになる。この間に関連はないとされており、後者はフン族の侵入が関係しているという説がある。フンが使っていたゆりかごによって、フンは頭蓋が変形を生じていたが、フンの進入後、各地域で、それが逆に（階層や「民族」）「集団」を示すものにとってかわったという。
ヨーロッパではクリミア地方を中心に、イギリス、スイス、ドイツ、オーストリア、ハンガリーなどのキリスト教浸透以前の古墓などから変形頭蓋が発見されているが、地域は散発的である。
また、15世紀のドイツ、16世紀のギリシャやトルコ、17世紀のベルギーやパリでも行われていたという見聞もある。フランスのトゥールーズ地方では、19世紀にトゥールーズ型という女性による鞍型の頭蓋変形が行われていたが、変形の目的は研究者間でも意見が分かれており、当時の女性の風俗である頭巾を被るためとも、美的観念からとも、骨相学からくる優生学的な意味合いからとも言われている。トゥールーズ型頭蓋は他に、ブルターニュ、ノルマンディー、ガスコーニュ地方でも見られ、G・バックマンは20世紀半ばまで、この風習が残っていた地域もあるとする。
東アジアにも事例はあり、日本の弥生時代終末期（3世紀）と古墳時代中期（5世紀）において限定的ではあるが、確認されている。弥生時代のものは、鹿児島県南種子町所在の史跡「広田遺跡」出土の人骨である。墳丘墓や古墳はなく、海岸砂丘に造られた墓地であり、第一次調査（1957年から59年）では、157体の人骨が確認されている。広田人は、北部九州の弥生人と比較しても低身長であり、男性でも平均154センチ、女性で平均が143センチである（北部九州の弥生人は、男性で平均163センチ、女性で152センチ）。日本全国でも類例がない特異な習俗を有しており、上顎の側切歯を一本だけ抜歯していたり、後頭部が偏平である。いわゆる絶壁頭と呼ばれるものであり、広田遺跡で出土する頭蓋骨の後頭部の全てが扁平であることから、意図的に頭蓋骨を変形させる習俗があったと考えられている。 また古墳時代のものは、頭蓋骨のみならず顔も変形している。熊本県和水町の前原長溝遺跡、同町松坂古墳出土の人骨である。松坂古墳については、1997年に出土した人骨6体のうち2体が頭を一巡する幅3、4cmの陥没を持つ。幼児期に布を巻かれて変形させられたと考えられる。
新大陸では、チリなどに古い人骨が残っており、紀元前2650年ころからの時期にすでに現れるという。またテキサス南部の絶滅した数部族も19世紀まで行っていた。このほか、メキシコなどメソアメリカでも先古典期中期段階でオアハカ地方やオルメカ文明の彫像で見られ、マヤ文明では一般的な習慣であった。それら変形が加えられた人骨の墳墓では、高度な装飾品など手厚く葬られた様子も見られることから、変形の度合いで社会的地位が決定される面があったのではと推測されている。
南米のものは、チチカカ湖沿岸や南海岸のものが有名で、形態も複数ある。頭を前後に挟んでつぶして細長く頭を伸ばしたものや、逆に左右に幅広くしたものなどもある。スペイン人が征服したころまでその習慣は残っており、一説では20世紀初頭までブラジルのアマゾン地域で見られたという。これらでは、乳児の頭を当て布をした上で2枚の木の板で挿み、上から紐で縛っていたことがスペイン人宣教師の記した記録などに残されている。